# Десиканти
Десика́нти (англ. desiccant) —

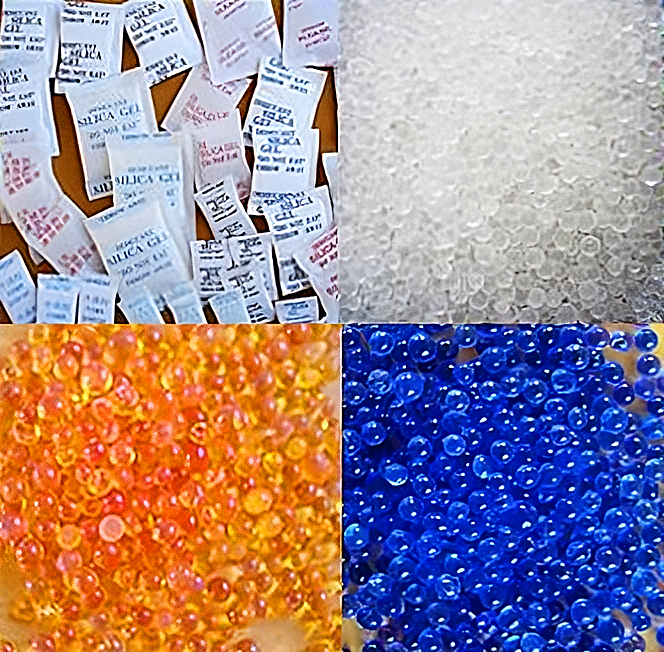
Індикація силікагеля

1. Хімічні зневоднюючі агенти, осушувальні засоби, речовини, здатні поглинати або хімічно зв'язувати воду середовища (молекулярні сита, адсорбенти та інші речовини). За ефективністю найширше використовувані можна розташувати в ряд: CaCl2 < CaO < NaOH < MgO < CaSO4 < H2SO4 < силікагель < P2O5.
2. У сільському господарстві — речовини (гербіциди), що використовуються для висушування рослин на корені перед збиранням з метою покращення умов їхнього механічного обробітку.